# Fox Mulder
Fox Mulder és un personatge de l'univers X-Files. És un agent de l'FBI que treballa en casos no classificats, particularment casos estranys i misteriosos, potencialment relacionats amb el sobrenatural i el paranormal i, per tant, es deixa sense resoldre ("no classificat"). Apareix per primera vegada a l'episodi pilot de la sèrie.
Originalment, Mulder era el cognom de soltera de la mare de Chris Carter. Pel que fa a Fox, és el nom d’un dels seus amics de la infància.

## Estat civil
- Nom complet: Fox William Mulder

- Data de naixement: 13 d’octubre de 1961

- Lloc de naixement: Chilmark, Massachusetts.

- Alçada: 1,84 m
- Pes: 85 kg
- cabells : castany
- Ulls : verds

- Adreça: 42-2630 Hegal Place, Alexandria, VA 23242
- Professió: agent especial, DOJ (Departament de Justícia dels EUA)
- Targeta FBI: JTT047101111
- ID: # 2219-526

## Biografia
Va passar la seva infància a Quonochontaug, que va deixar als dotze anys després de la desaparició de la seva germana Samantha en circumstàncies paranormals. Va trobar-la quan va decidir dedicar la seva vida a resoldre aquests estranys casos que el govern nega oficialment l'existència.
Sabem que el 1990, Fox Mulder estava casada (potser amb Diana Fowley), de fet podem veure un anell de noces al dit anular i que fuma de tant en tant.

### Vida personal
Està casat amb la seva companya de feina Dana Scully amb qui té dos fills, el William i la Emily.

### Estudis i carrera
Del 1983 al 1986, va estudiar a Oxford a Anglaterra i va sortir primer a la seva classe amb la seva llicenciatura en psicologia a la butxaca.
Amb prou feines fora d'Oxford, va ingressar a l'Acadèmia de l'FBI a Quantico. La seva actitud, de vegades estranya i marginal, li atrau el sobrenom de "marcià" que li segueix la resta de la seva carrera, cosa que tampoc no li impedeix fer-se notar pel seu talent.
El 1991, amb l'ajut de l'agent Diana Fowley, va obrir el Departament d'Afers No Classificats. L’agent Fowley és destinat a Europa a la secció antiterrorista.

## Altres aparicions
- 1997 : Els Simpson (temporada 8, episodi 10)

- 2001 : The Lone Gunmen (temporada 1, episodi 12)